# كاتي (مالي)
كاتي (بالفرنسية: Kati)‏ مدينة في مالي، تبعد 15 كم من مدينة باماكو. يقطن كاتي حاليًا أكثر من 100 ألف نسمة. وتقع في منطقة كوليكورو. وهي مدينة ذات حامية عسكرية، وهي أول مدينة متفق عليها لحقوق الإنسان في مالي.

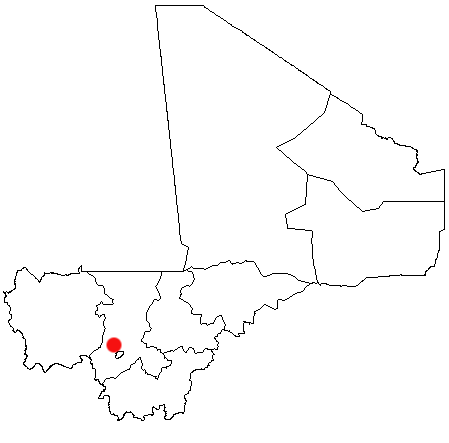
موقع كاتي في مالي

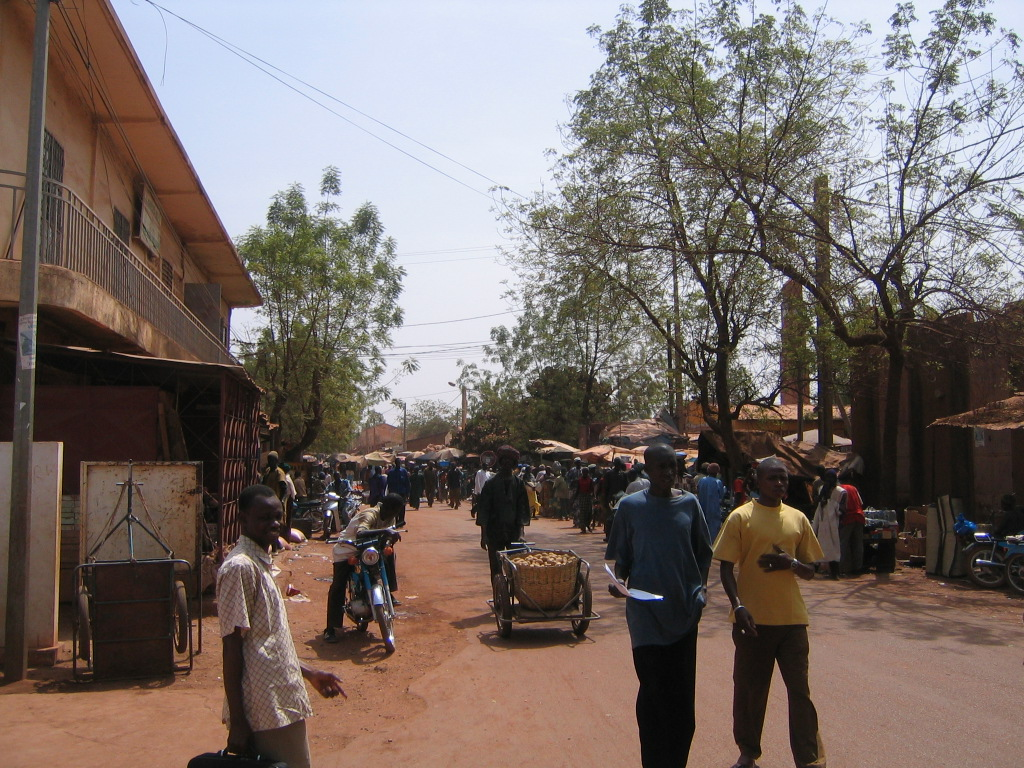
مشهد لأحد الشوارع في كاتي

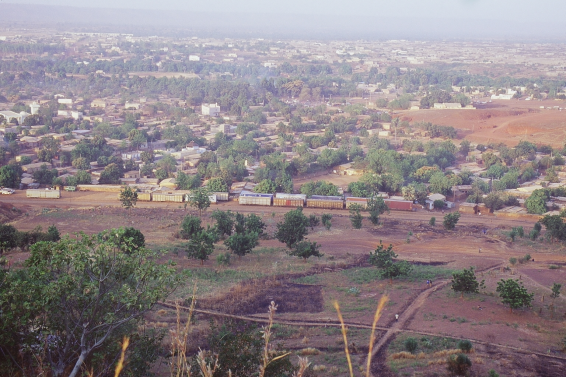
منظر كاتي من التلال المحيطة

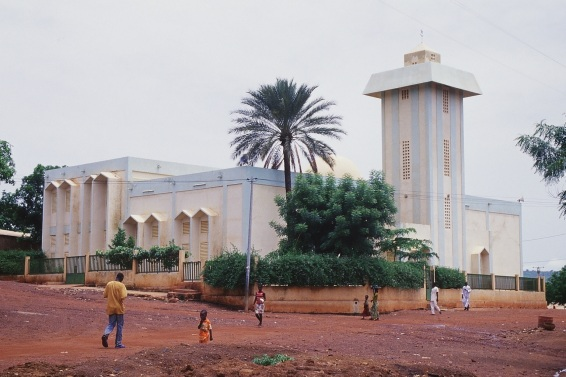
مسجد كاتي

## المناخ
يظهر الجدول التالي التغييرات المناخية على مدار السنة لكاتي:
| البيانات المناخية لـكاتي                 | البيانات المناخية لـكاتي | البيانات المناخية لـكاتي | البيانات المناخية لـكاتي | البيانات المناخية لـكاتي | البيانات المناخية لـكاتي | البيانات المناخية لـكاتي | البيانات المناخية لـكاتي | البيانات المناخية لـكاتي | البيانات المناخية لـكاتي | البيانات المناخية لـكاتي | البيانات المناخية لـكاتي | البيانات المناخية لـكاتي | البيانات المناخية لـكاتي |
| الشهر                                    | يناير                    | فبراير                   | مارس                     | أبريل                    | مايو                     | يونيو                    | يوليو                    | أغسطس                    | سبتمبر                   | أكتوبر                   | نوفمبر                   | ديسمبر                   | المعدل السنوي            |
| ---------------------------------------- | ------------------------ | ------------------------ | ------------------------ | ------------------------ | ------------------------ | ------------------------ | ------------------------ | ------------------------ | ------------------------ | ------------------------ | ------------------------ | ------------------------ | ------------------------ |
| متوسط درجة الحرارة الكبرى °م (°ف)        | 33.8 (92.8)              | 37.1 (98.8)              | 38.8 (101.8)             | 37.6 (99.7)              | 37.7 (99.9)              | 34.3 (93.7)              | 30.9 (87.6)              | 29.7 (85.5)              | 31.1 (88.0)              | 34.2 (93.6)              | 35.8 (96.4)              | 34 (93)                  | 34.6 (94.2)              |
| المتوسط اليومي °م (°ف)                   | 24.6 (76.3)              | 27.8 (82.0)              | 30.1 (86.2)              | 29.8 (85.6)              | 30.8 (87.4)              | 28.2 (82.8)              | 26 (79)                  | 25.1 (77.2)              | 25.8 (78.4)              | 27.4 (81.3)              | 27.2 (81.0)              | 25 (77)                  | 27.3 (81.2)              |
| متوسط درجة الحرارة الصغرى °م (°ف)        | 15.5 (59.9)              | 18.5 (65.3)              | 21.5 (70.7)              | 22.1 (71.8)              | 23.9 (75.0)              | 22.1 (71.8)              | 21.1 (70.0)              | 20.6 (69.1)              | 20.6 (69.1)              | 20.6 (69.1)              | 18.6 (65.5)              | 16 (61)                  | 20.1 (68.2)              |
| الهطول مم (إنش)                          | 0 (0)                    | 0 (0)                    | 6 (0.2)                  | 13 (0.5)                 | 45 (1.8)                 | 114 (4.5)                | 235 (9.3)                | 304 (12.0)               | 195 (7.7)                | 63 (2.5)                 | 4 (0.2)                  | 1 (0.0)                  | 980 (38.7)               |
| المصدر: Climate-Data.org, altitude: 442m |                          |                          |                          |                          |                          |                          |                          |                          |                          |                          |                          |                          |                          |

## توأمة
لكاتي (مالي) اتفاقيات توأمة مع:
- إرفورت (1 مايو 2009 - )